# 埼玉県農業大学校
埼玉県農業大学校（さいたまけんのうぎょうだいがっこう）とは、埼玉県熊谷市にある県立農業大学校。学校の略称は埼農大(さいのうだい）。

## 沿革
- 1945年（昭和20年） - 埼玉県立農民道場として発足。鶴ヶ島村大字太田ヶ谷64。
- 1947年（昭和22年） - 埼玉県立修練農場に改称。
- 1949年（昭和24年） - 埼玉県立農業経営伝習場に改組。
- 1969年（昭和44年） - 埼玉県農業研修センターと統合し埼玉県農業経営研修所となる。
- 1973年（昭和48年） - 埼玉県農業経営大学校に改組。
- 1985年（昭和60年） - 埼玉県農業大学校として発足。
- 2004年（平成16年） - 専修学校とし、当年入学生から2年課程卒業時に専門士（農業専門課程）の称号を付与。また、従来の2年課程のほか1年課程を新設。
- 2015年（平成27年） - 鶴ヶ島市から熊谷市に移転。埼玉県農業大学校のロゴ

埼玉県農業大学校のロゴ

## 所在地
- 埼玉県熊谷市樋春2010

埼玉県農業技術研究センター、埼玉県立総合教育センター江南支所、および立正大学熊谷キャンパスが隣接している。

### アクセス
- 国際十王バス 熊谷駅‐県立循環器・呼吸器病センター、熊谷駅‐小川町駅、熊谷駅‐県立循環器・呼吸器病センター‐小川町駅、熊谷駅‐大沼公園 各線 「畜産試験場前」下車[1] 徒歩5分
  - JR高崎線・秩父鉄道秩父本線熊谷駅より約15分
  - 東武東上線小川町駅より約24分または32分(循環器・呼吸器病センター経由)

- 国際十王バス JR熊谷駅南口-立正大学、東武東上線森林公園駅北口-立正大学 各線「立正大学」下車 徒歩15分
  - JR熊谷駅南口より約10分。
  - 東武東上線森林公園駅北口より約12分

立正大学 熊谷キャンパスに本校向けの駐輪場所が提供されている。

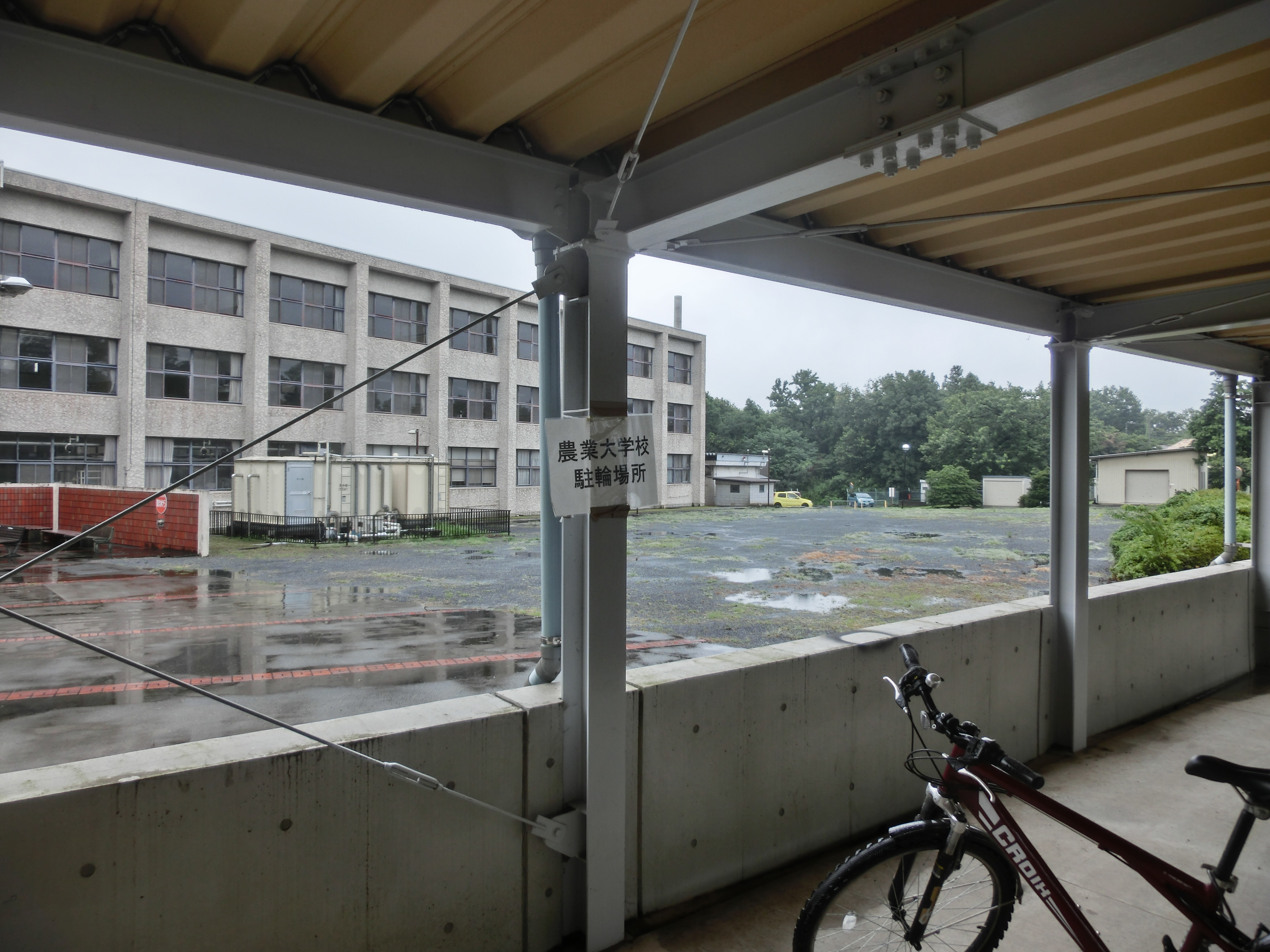
立正大学 農業大学校駐輪場所

## 教育課程
定員145名。短期農業学科は1年課程、それ以外の各学科は2年課程。
- 野菜学科(定員30名)  施設栽培専攻・露地栽培専攻
- 水田複合学科(定員5名)　水田複合専攻
- 花植木学科(定員15名)　花き専攻・植木造園専攻
- 酪農学科(定員5名)　酪農専攻
- 短期農業学科(定員35名)　短期野菜専攻・有機農業専攻

2年課程の専攻は専修学校専門課程として認定されており、卒業後は専門士の称号が授与される。また、公務員に採用された場合は人事院規則により短期大学卒業同等と看做される。

## 鶴ヶ島から熊谷への移転経緯
移転前の本校の周辺は、昔は開発されていない農村地帯であったが、1996年になって本校隣接地に圏央道の圏央鶴ヶ島ICが併用開始されてからは、開発が始まった。2008年7月、鶴ヶ島市長から埼玉県知事に対し、本校を含んだインターチェンジ周辺地域の整備についての要望がなされ、これを機に埼玉県で検討を重ねた結果、埼玉県農業大学校を鶴ヶ島市から熊谷市に移転させることが決定し、準備が行われた。2015年3月23日に移転開校式典が開催され、4月に開校。熊谷市には、埼玉県農林総合研究センター等の農業教育研究関連の施設が所在しており、それらとの連携も期待されている。熊谷キャンパスが隣接する立正大学と連携協定を締結した。鶴ヶ島跡地には、IHIが研究拠点を設ける意向を示している。

## 公式サイト
- 埼玉県農業大学校